# Gijs Andriessen
Gijs Andriessen (Den Haag, 1957) is een Nederlandse componist en filmer, die woont in Rio de Janeiro, Brazilië. Gijs Andriessen is zoon van componist Jurriaan Andriessen en kleinzoon van componist Hendrik Andriessen.
Andriessen voltooide de Nederlandse Film en Televisie Academie in 1981. Hij is de componist-regisseur van de muziekvideo "Views" van 30 minuten op het eerste visuele muziekfestival in Los Angeles in hetzelfde jaar en componeerde de muziek voor de korte film "The Hamburger Theory" die in 1982 uitkwam.
In 1983 werkte hij zowel in Rio de Janeiro, Brazilië, als in Nederland, als jazzpianist en componist van songs en soundtracks voor films en televisie. In 1989 werkte hij als video director voor de productiebedrijven "Spectrum" en "TV PLUS" en regisseerde documentaires en commercials. In 1992 begon hij met de zangeres Marianna Leporace een band met eigen repertoire.  Hij begon met zijn jazz/popband die de naam "JazzCatNine" kreeg.
In 1999 richtte hij JazzCatNine Video and Music Productions op en werkte hij als componist, producer, cameraman en regisseur, onder andere aan documentaires, videokunst, liedjes en soundtracks. Later werkte hij met dansgroepen, optredens en de NGO People's Palace projecten, die gericht zijn op het werk met kinderen uit de sloppenwijken van Rio de Janeiro en theaterproducties in gevangenissen.
In 2000 won hij op het Filmfestival van Vitória in Brazilië de prijs voor de beste filmmuziek in de animatiefilm "The Matingdance". Het eerste deel van zijn multimediaconcert "Noturna" voor pianosolo en videoprojectie werd opgevoerd in 2003 in het Sergio Porto theater in Rio de Janeiro.
Zijn laatste werk is de film "Cannibal Café", dat gebaseerd is op de blog van Cibele Machado, een schrijfster uit São Paulo. De film ging in première in juli 2006 als video-inzet op het evenement "VERBO" op de Galeria Vermelho in São Paulo.